# Jehú (profeta)
|  | Per a altres significats, vegeu «Jehú». |

Jehú (en hebreu יֵהוּ "[home] de Déu") va ser un profeta que anomena la Bíblia i que va viure entre els segles X i IX aC.
Era fill del també profeta Hananí. Va maleir i atacar al rei d'Israel Baixà "i a la seva casa" per haver arrossegat el seu poble cap a la idolatria, tal com havia fet Jeroboam. El profeta va dir: "Has marxat pel camí de Jeroboam i has induït al pecat al meu poble d'Israel […] decideixo el que passarà amb Baixà i la seva família i deixaré casa teva com la de Jeroboam, fill de Nebab. El que de la família de Baixà mori a la ciutat serà menjat pels gossos, i a qui mori al camp se'l menjaran les aus del cel".
Les seves paraules es van complir durant el regnat d'Elà, el fill de Baixà, quan el traïdor Zimrí va assassinar-lo a ell i a tota la seva família.
Jehú també va desafiar Josafat, rei de Judà. La seva aliança amb Acab, rei d'Israel, va portar a la mort d'aquest últim a la batalla de Ramoth-Gilead. Josafat va tornar indemne al seu palau, però Jehú l'acusà per haver-se aliat amb el "malvat rei Acab". Però també va agrair Jehovà per boca del profeta la bona acció que Josafat havia dut a terme, erradicar el Pal d'Aixerà de la terra, un arbre sagrat dels cananeus, i buscar la reconciliació amb Déu.